# Linhares EC
Der Linhares Esporte Clube, in der Regel nur kurz Linhares genannt, war ein Fußballverein aus Linhares im brasilianischen Bundesstaat Espírito Santo.

## Erfolge
- Staatsmeisterschaft von Espírito Santo: 1993, 1995, 1997, 1998

## Stadion
Der Verein trug seine Heimspiele im Estádio Guilherme Augusto de Carvalho, auch unter dem Namen Guilhermão bekannt, in Linhares aus. Das Stadion hat ein Fassungsvermögen von 5000 Personen.